# Jardín Botánico Municipal de Hof

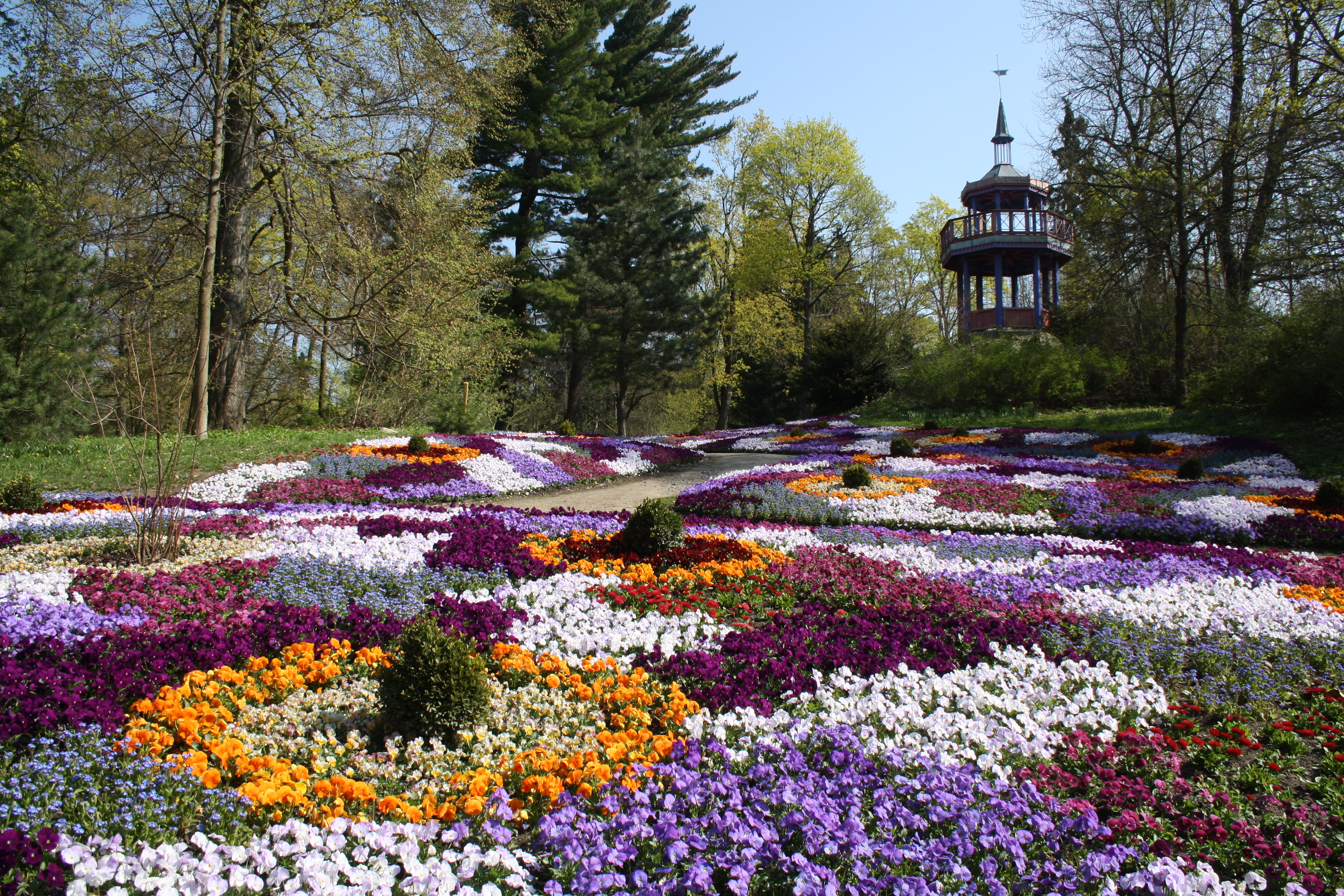
Cabaña en el Theresienstein-Park – Thomaspavillon

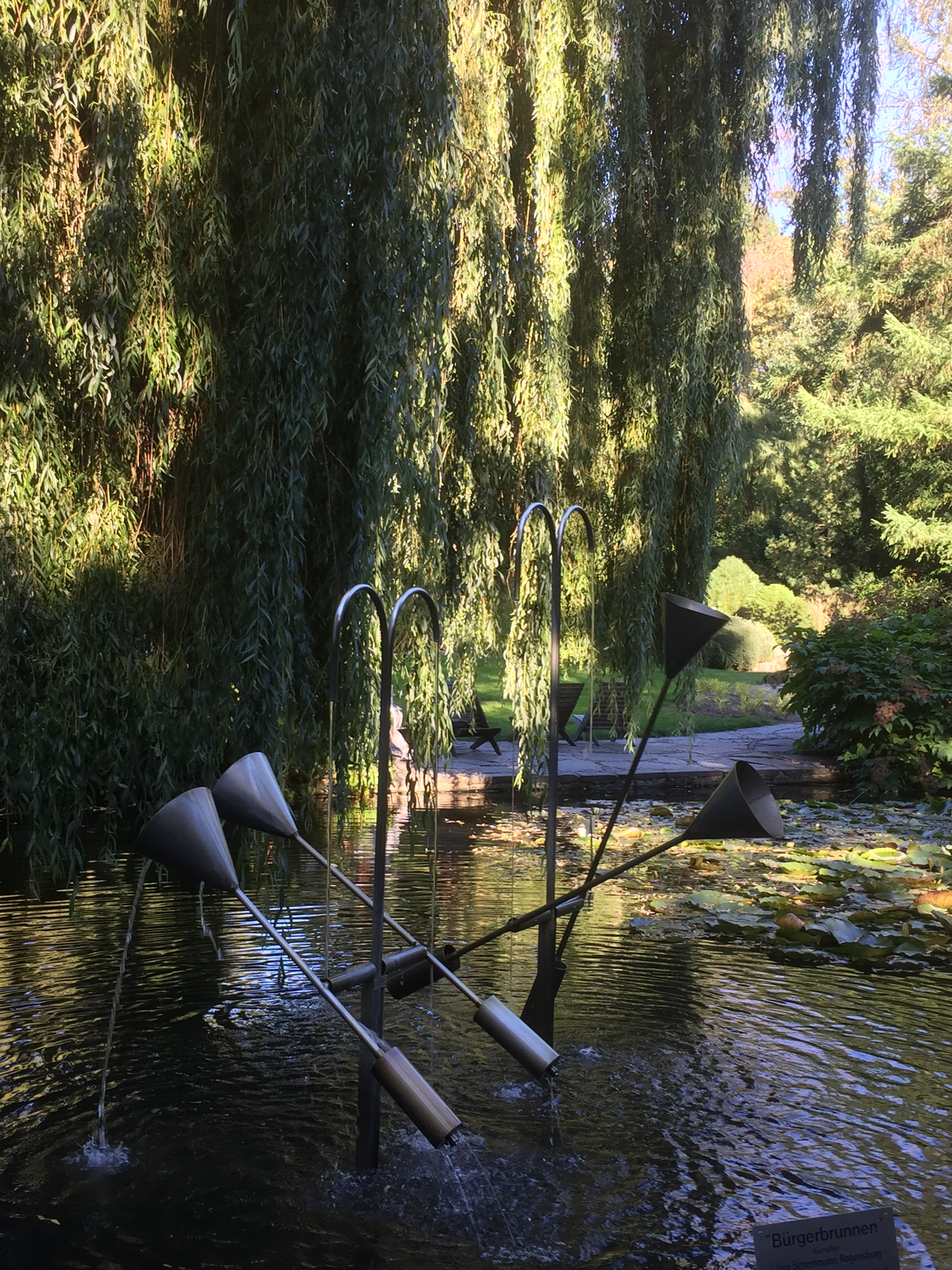
Fuente Bürgerbrunnen

El Jardín Botánico Municipal de Hof en alemán : Botanischer Garten der Stadt Hof es un jardín botánico que se encuentra en el "Theresienstein park", de Hof, Alemania. Su código de reconocimiento internacional como institución botánica, así como las siglas de su herbario es HOF.

## Localización
Botanischer Garten der tadt Hof im Stadtpark Theresienstein
Alte Plauener Strasse 16, D-95028 Hof, Bayern-Baviera, Deutschland-Alemania.50°19′28″N 11°56′13″E / 50.32444, 11.93694
Se encuentra abierto a diario en los meses cálidos del año siendo la entrada libre. 

## Historia
El jardín comenzó su andadura en 1929 como jardín municipal para la enseñanza de los estudiantes, y entre 1929 y 1932 fue convertido como jardín botánico por el jardinero de la ciudad Rudolf Hutschenreiter. 
Durante la Segunda Guerra Mundial, fue utilizado sobre todo para cultivo de verduras. La reconstrucción del jardín comenzó después de la guerra, con los nuevos diseños creados por el jardinero Herrmann Fuchs realizados entre 1958 y 1998.

## Colecciones
El jardín se divide en dos áreas importantes: 
- Rosaleda con un diseño geométrico,
- Jardín paisajista con las secciones de alpinum, colección de plantas de las montañas del Jura , charca de los lirios de agua, área de las plantas de sombra, jardín de hierbas medicinales, brezos, suculentas, y plantaciones  de plantas perennes.

Las plantaciones incluyen tanto a especies y variedades locales como de alrededor del mundo.